# (31474) Advaithanand
1999 CL37 (asteroide 31474) é um asteroide da cintura principal. Possui uma excentricidade de 0.07531750 e uma inclinação de 4.80645º.
Este asteroide foi descoberto no dia 10 de fevereiro de 1999 por LINEAR em Socorro.